# Kostel Narození Panny Marie (Dubnice)
Kostel Narození Panny Marie stojící při silnici na svahovitém hřbitově je raně barokní sakrální stavba náležející pod Římskokatolickou farnost v Dubnici. V obci Dubnice nedaleko Stráže pod Ralskem byl postaven v letech 1699–1702. Od roku 1965 je kostel chráněn jako kulturní památka.

## Historie

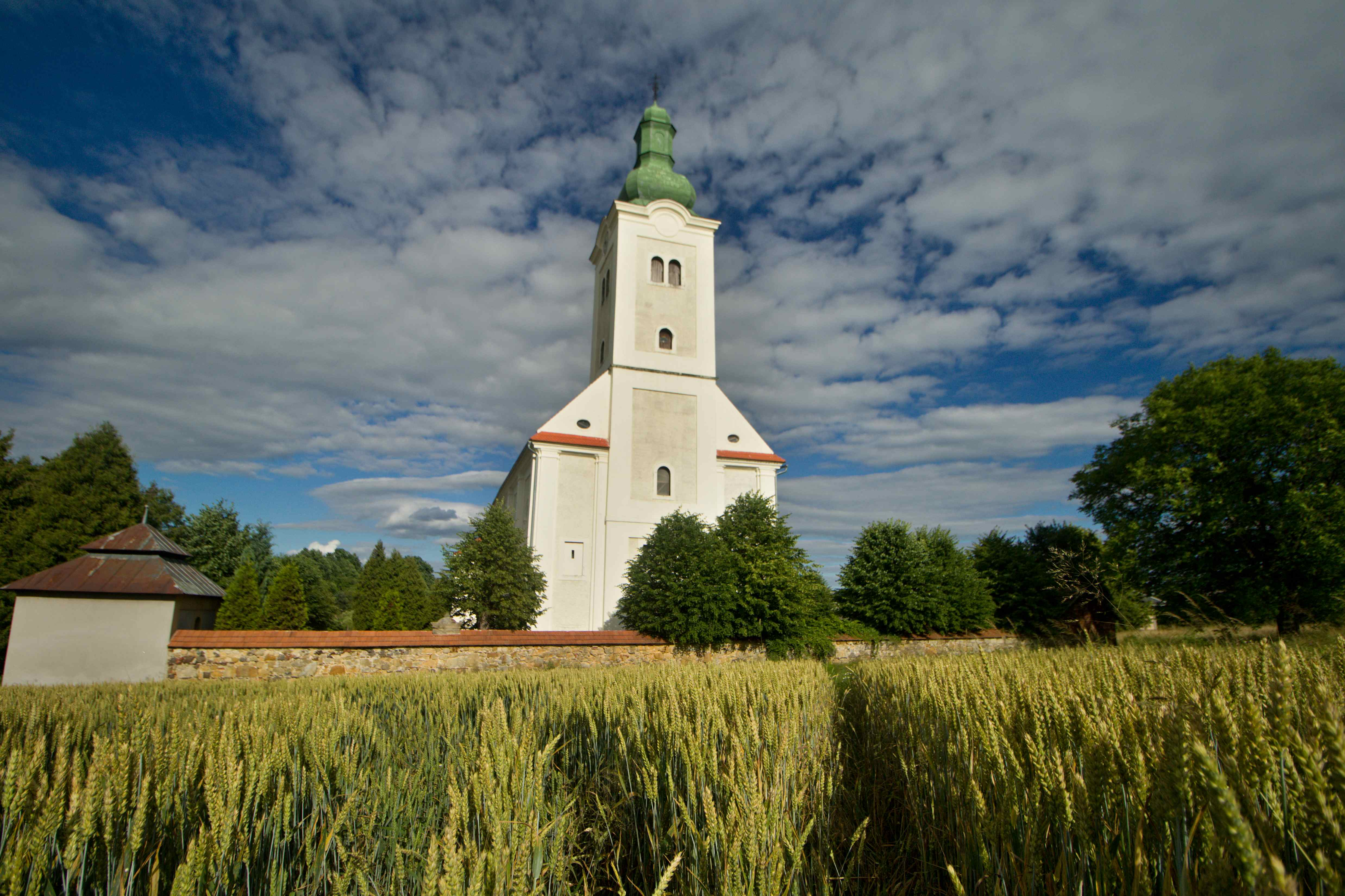
Dubnický kostel

Fara byla v Dubnici už v letech 1363 až 1422, při husitských válkách zanikla. K jejímu obnoveno došlo až v roce 1858, zároveň byla obnovena samostatná farnost.
Nový farní kostel byl ve vsi postaven v letech 1699 až 1702.
V roce 2008 byly zahájeny práce na opravě havarijního stavu kostela, zejména střechy a báně.
V po léta opuštěném kostele byl uspořádán kulturní program v rámci Noci kostelů v květnu 2014.

## Zařízení

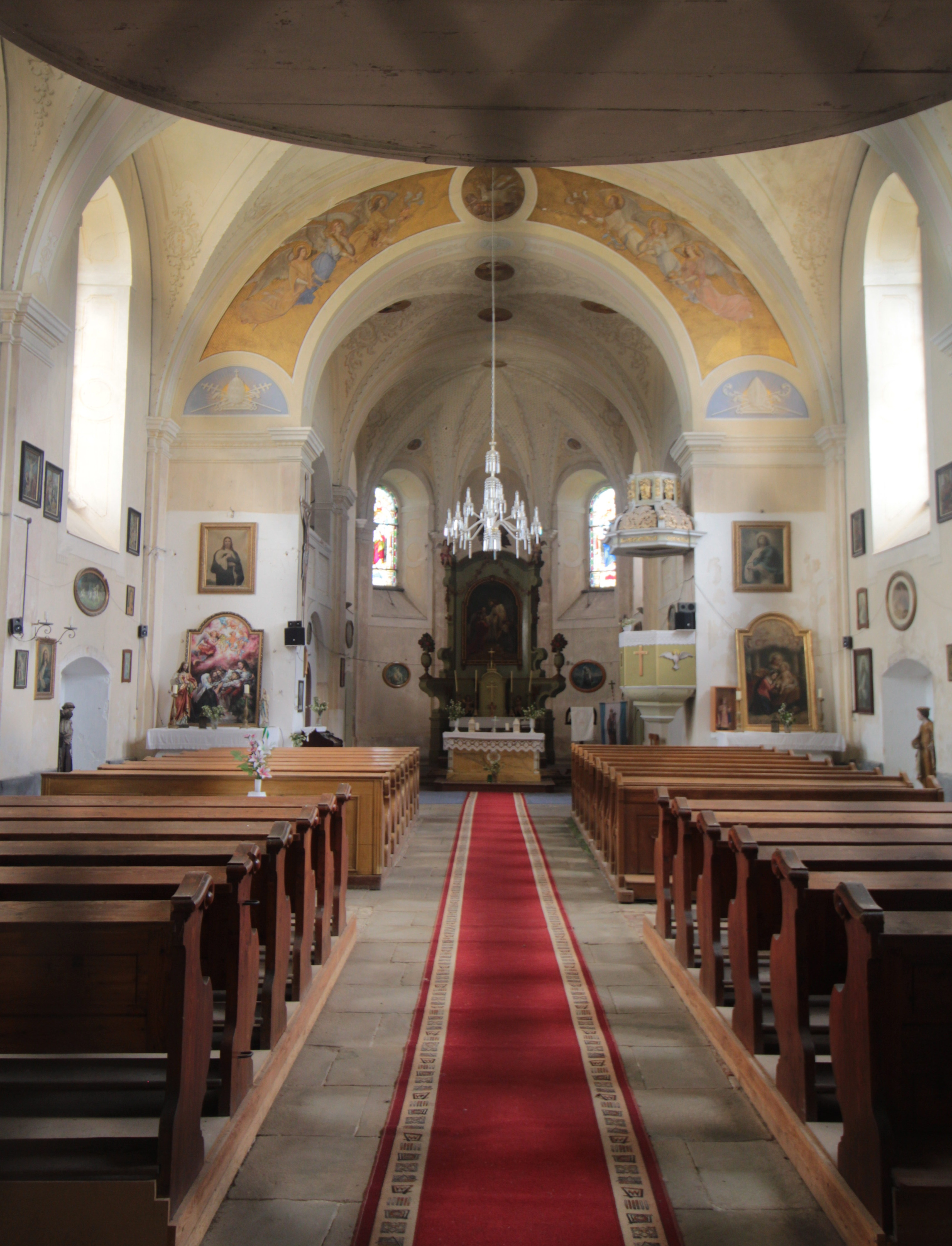
Interiér kostela

V kostele byly dlouho umístěny varhany z roku 1713, které jsou dílem severočeské varhanářské rodiny Flecků. V 90. letech 20. století byly varhany restaurovány a kvůli havarijnímu stavu kostela byly přeneseny do kláštera dominikánu (velký refektář) v Jablonném v Podještědí.